# Barry Simon
Barry Simon (New York, 1946. április 16. –) amerikai matematikus, fizikus.

## Életpályája
1946. április 16-án született New Yorkban egy könyvelő és egy tanárnő gyermekeként. A középiskolát Brooklynban végezte, ahol megnyerte az országos MAA (Mathematical Association of America) matematikai tesztet, diákként részt vett a Columbia Egyetem tehetségeseknek szóló kurzusain is. 1962-ben ösztöndíjjal a Harvard Egyetemen kezdte meg tanulmányait. 1965-ben, 19 évesen lett Putnam-ösztöndíjas az azonos nevű versenyt megnyerve, 1966-ban pedig A.B. fokozatot szerzett a Harvard Egyetemen.
A Princeton Egyetemen doktorált 1970-ben, ahol azonnal adjunktusnak nevezték ki, 1981-ben pedig egyetemi tanári rangot nyert. Ezekben az években vált Princeton a matematika és a fizika virágzó központjává, különösen a statisztikai mechanika, a kvantumtérelmélet és a nem relativisztikus kvantummechanika területén.
Simon még 1981-ben a Caltechhez költözött, ahol az IBM matematika és elméleti fizika professzora lett. 1984-től az IBM matematika és elméleti fizika professzora, 2016 óta pedig Professzor emeritus.